# Paculla negara
Espèce
Paculla negara est une espèce d'araignées aranéomorphes de la famille des Pacullidae.

## Distribution
Cette espèce est endémique de Malaisie péninsulaire,. Elle se rencontre dans le parc national de Taman Negara.

## Description
La femelle holotype mesure 3,48 mm.

## Étymologie
Son nom d'espèce lui a été donné en référence au lieu de sa découverte, le parc national de Taman Negara.

## Publication originale
- Shear, 1978 : Taxonomic notes on the armored spiders of the families Tetrablemmidae and Pacullidae. American Museum novitates, no 2650, p. 1-46 (texte intégral).